# 大班奇 (加利福尼亞州)
大班奇（英語：Big Bunch）是位於美國加利福尼亞州弗雷斯諾縣的一個非建制地區。該地的面積和人口皆未知。

## 地理
大班奇的座標為36°45′26″N 119°32′17″W / 36.75722°N 119.53806°W，而該地的平均海拔高度為121米（即397英尺）。